# Kamerun-hegy
A Kamerun-hegy (korábbi nevén Albert-csúcs, németül Albertspitze) aktív vulkán a Guineai-öböl partvidékén. Magassága 4095 m, ezzel Nyugat-Afrika legmagasabb kiemelkedése. A hegyet Fako néven (két csúcsa közül a magasabbik), vagy a helyiek nyelvén Mongo ma Ndemi (Hatalmas hegy) néven is ismerik. 
A hegy a Kamerun-vonal nevű szeizmikus törésvonal mentén helyezkedik el. Az utóbbi száz évben nyolc alkalommal, legutóbb 2000-ben tört ki.
A Guineai-öböl partján emelkedő óriásvulkánról 2500 évvel ezelőtt Hanno, a föníciai utazó tudósított először. A füstölgő tűzhányót az „Istenek szekerének” nevezte el. A középkor végén Fernão Poo portugál hajós jutott el ide először. A hegy alatti folyókban sok rákot látott, ezért nevezte el a tájat és a hegyet is Camaroesnek, rákosnak.
A hegy lábánál található Debuncha a világ öt legcsapadékosabb helye közé tartozik az évi 10 000 mm esővel. Az itteni síksági erdőt hegyvidéki erdő váltja fel, azt alpesi legelő követi, majd a kopár csúcs következik, melyet néha porhó borít. Mindezeknek kivételes biodiverzitás és endemizmus köszönhető. A különleges fajok közé tartozik a kameruni ősposzáta (Speirops melanocephalus), a kameruni frankolin (Francolinus camerunensis), az egyszínű bülbül (Arizelocichla montanus). A Kamerun-hegy büszkélkedhet a legtöbb mókusfajjal Afrikában.